# Équipe des îles Caïmans féminine de football
Cet article traite de l'équipe féminine. Pour l'équipe masculine, voir Équipe des îles Caïmans de football.
Maillots
L'équipe des Îles Caïmans féminine de football est l'équipe nationale qui représente les Îles Caïmans dans les compétitions internationales de football féminin. Elle est gérée par la Fédération des Îles Caïmans de football.
Les Caïmaniennes n'ont jamais disputé une phase finale d'une compétition majeure de football féminin, que ce soit le Championnat féminin de la CONCACAF, la Coupe du monde ou les Jeux olympiques.